# 2010年默拉皮火山喷发

默拉皮火山的位置

位于印度尼西亚中爪哇省的默拉皮火山于2010年10月25-26日发生数次喷发。虽然印尼科学家提前预测到了此次火山喷发并组织人员疏散，但是因为一些居民不愿撤离，仍造成了一些伤亡。这次喷发是继2006年默拉皮火山喷发之后该火山最严重的一次喷发。

## 喷发过程
默拉皮火山于星期一下午（2010年10月25日）爆发三次，向其南部和东南部的斜坡下喷发熔岩。三次主要爆发记录的时间是下午2:04、2:24和3:15。
2010 年10月26日黎明前默拉皮火山的斜坡上发生山崩，热灰喷射向空中50 米（150 英尺）的高处。印尼火山和地质减灾中心的负责人Surono在报道中声称「最令人关心的是在火山口尖端的大量熔岩圆顶之后开始聚集的压力。能量正在积累……我们希望它将会缓慢释放，」他说：「否则我们会看到一个比我们在几年来看到的都更大的巨大爆发」。
2010年10月26日默拉皮火山爆发三次，喷射出灼热云和火山灰。一个火山学家报告说听到在晚上6时听到三次爆炸，喷涌高达1.5公里的火山材料，而且往斜坡下发射热云 。
本地的首席火山学家Subandriyo说爆发开始之前（星期二）黄昏后有几个小时的隆隆声。「有雷鸣般的隆隆声，持续很久，也许有15分钟。」在黄昏时还没有放弃肥沃山坡上的家的农民Sukamto说：「然后巨大的热灰烟云开始向空中喷射。」

## 人员伤亡
- 火山的斜坡周围6英里(10公里)半径范围内数千民众撤离时，至少18人因热灰造成的烧伤在爆发的第一天死亡[5]。
- 在当天一个三个月的婴儿在经历爆发所引起的呼吸问题之后，在送往医院的路上死亡[6] [7]。据一个媒体工作者目击，因热灰受伤而被送走进行医疗处理的达20人。他们中一些人的身体有严重烧伤，其他人被给予修复吸入性损伤的治疗。
- 印尼美都电视台称火山附近一处房屋及其附近有15人丧生[8]。
- 印尼一家新闻网站称其一名记者不幸遇难[8]。
- 一名85岁的守山老人不幸遇难[8]。
- 法新社26日称至少有29人遇难[8]。
- 印尼官员称伤亡原因是被疏散人群中有1.5万人不愿撤离[8]。

## 预测喷发
在2010年10月下旬，印尼国家火山和缓解地质灾害中心地质局报告在9月初开始默拉皮火山的活动就开始增加。在Babadan村西7公里和Kaliurang以南8公里处的观察员报告2010年9月12日听到山崩。2010年9月13日，有人观察到白烟在火山口以上800米处上升。自三月开始膨胀的熔岩顶检测到膨胀速度从每日0.1至0.3毫米的背景水平增加到9月16日的每日11毫米的速度。至2010年9月19日地震的数量仍然很多，第二天印尼国家火山和缓解地质灾害中心地质局将戒备级别提到2（尺度为1-4）。熔岩于23日起开始沿Gendol河流动。
2010年10月25印尼政府为默拉皮火山将戒备水平提到最高(4)，并警告受威胁地区的村民们搬迁到更安全的平地。距火山10公里（6英里）区域内的1.9万居民被通知疏散。官员说10月23日至24日的周末，在山上录得500起火山地震，而且因为地震活动，岩浆已上升至据地表约一公里处 。

## 熔岩顶变形
2010年10月下旬电子距离测量公司利用默拉皮山顶周围的反射仪进行了持续的变形测量。测量结果显示2010年9月高峰膨胀率不断增加，至10月21日达到每天105毫米，之后陡然增加，至24日达到每日420毫米。默拉皮火山的熔岩圆顶也一直在稳步增长；2010年10月21日之前录得不少于100次熔岩圆顶增长事件。23至24日的熔岩圆顶增长事件分别录得183和194次。"。

## 引用
1. ↑  .   [2010-10-27]. （原始内容存档于2010-10-28）.  Merapi spews lava, The Jakarta Post, Jakarta, Mon, 10/25/2010 4:44 PM, (也被Tempo.com报道了)
2. ↑  .   [2010-10-27]. （原始内容存档于2012-10-21）.  Indonesia warns volcano could erupt at any time, by By Slamet Riyadi, Associated Press, 26 Oct 2010, 12:54 AM EDT, accessed 26 Oct 2010
3. ↑  http://news.nationalpost.com/2010/10/26/indonesias-mount-merapi-volcano-erupts/  Indonesia’s Mount Merapi volcano erupts, news.nationalpost.com-per AFP-Agence France-Presse. 26 Oct 2010, accessed 26 October 2010
4. ↑  .   [2010-10-27]. （原始内容存档于2010-10-28）.  Jakarta Post-online, Mount Merapi erupts, 20 hurt by hot ash, Tuesday, October 26, 2010 23:21 PM accessed 26 Oct 2010
5. ↑  http://abcnews.go.com/International/wireStory?id=11976414 （页面存档备份，存于）  ABC News: Indonesia Hit by Deadly Tsunami, Volcanic Eruption)
6. ↑  .   [2010-10-27]. （原始内容存档于2010-10-28）.  Merapi dust killed baby
The Jakarta Post, Jakarta, Tue, 10/26/2010 accessed 26 Oct 2010
7. ↑  .   [2010-10-27]. （原始内容存档于2010-10-29）.  Mount Merapi Begins To Erupt In Indonesia, accessed 26 Oct 2010
8. 1 2 3 4 5 6 7  http://news.xinmin.cn/rollnews/2010/10/28/7420237.html （页面存档备份，存于） 印尼准确预测火山爆发 居民不愿撤散是伤亡主因, accessed 27 October 2010
9. ↑  http://www.volcano.si.edu/world/volcano.cfm?vnum=0603-25=&volpage=weekly#Sep2010 （页面存档备份，存于）  Global Volcanism Program, SI/USGS Weekly Volcanic Activity Reports Merapi, 22 September-28 September 2010, accessed 26 Oct 2010
10. ↑  http://news.xinhuanet.com/world/2010-10/26/c_12704258.htm （页面存档备份，存于） 印尼默拉皮火山喷发火山灰, accessed 27 October 2010
11. ↑  .   [2010-10-27]. （原始内容存档于2010-10-26）.
12. ↑  .   [2010-10-27]. （原始内容存档于2010-10-23）. Center for Volcanology and Geological Hazard Mitigation, Geological Agency, Current status of Merapi, Level 4 (CAUTION). Translated from the Indonesian language), accessed 26 October 2010
13. ↑  .   [2010-10-27]. （原始内容存档于2010-10-23）. Center for Volcanology and Geological Hazard Mitigation, Geological Agency, Current status of Merapi, Level 4 (CAUTION) Translated from the Indonesian language), accessed 26 October 2010